# Кочабамба
Кочаба́мба (исп. Cochabamba, айм. Quchapampa, кечуа Quchapampa, Qhuchapampa) — один из крупнейших городов Боливии, административный центр одноимённого департамента. В переводе с языка кечуа означает «болотистая местность».

## Географическое положение
Кочабамба находится в 220 км юго-восточнее города Ла-Пас в Восточных Кордильерах в плодородной и густонаселённой долине Кочабамба. Долина окружена горами, достигающими 5000 м в высоту.

## Климат
| Показатель                    | Янв. | Фев. | Март | Апр. | Май  | Июнь | Июль | Авг. | Сен. | Окт. | Нояб. | Дек. | Год  |
| ----------------------------- | ---- | ---- | ---- | ---- | ---- | ---- | ---- | ---- | ---- | ---- | ----- | ---- | ---- |
| Абсолютный максимум, °C       | 35,0 | 30,0 | 30,6 | 30,0 | 28,9 | 30,0 | 28,3 | 30,6 | 30,6 | 32,8 | 31,7  | 32,8 | 35,0 |
| Средний суточный максимум, °C | 23,9 | 23,3 | 24,4 | 25,0 | 24,4 | 23,3 | 23,3 | 23,9 | 25,6 | 26,1 | 25,6  | 25,0 | 24,5 |
| Средняя температура, °C       | 18,1 | 17,5 | 17,5 | 16,4 | 14,2 | 12,2 | 12,5 | 13,9 | 16,7 | 18,1 | 18,3  | 18,3 | 16,1 |
| Средний суточный минимум, °C  | 12,2 | 11,7 | 10,6 | 7,8  | 3,9  | 1,1  | 1,7  | 3,9  | 7,8  | 10,0 | 11,1  | 11,7 | 7,8  |
| Абсолютный минимум, °C        | 7,2  | 3,3  | 2,2  | −1,1 | −4,4 | −6,7 | −5   | −5,6 | −3,3 | 0,0  | 5,0   | 5,6  | −6,7 |
| Норма осадков, мм             | 94   | 68   | 38   | 12   | 2    | 1    | 2    | 7    | 6    | 20   | 38    | 70   | 362  |
| Источник: SCBM                |      |      |      |      |      |      |      |      |      |      |       |      |      |

## Достопримечательности
Центральная часть города находится на равнине, некоторые районы — на холмах. К северу и западу от центра протекает река Рио-Роча, на юго-востоке лежит озеро Лагуна Алалай. Благодаря многочисленным паркам и садам Кочабамбу часто называют «город-сад».
Символом города с 1994 года является статуя Иисуса Христа на горе Сан Педро в восточной части города. Высота статуи составляет 34,20 м (вместе с постаментом более 40 м), таким образом, она на 2 метра выше знаменитой статуи Христа на горе Корковадо в Рио-де-Жанейро. На гору Сан-Педро можно попасть по канатной дороге, а в определенные дни можно подняться и на саму статую, сквозь смотровые окна которой открывается панорамный вид.
В центре города находится площадь 14 сентября со старинным собором. На ней и вокруг площади Колумба стоят дома в колониальном стиле, остальная часть города застроена современно. К северу от площади Колумба проходит широкий бульвар Эль-Прадо с учреждениями, банками, отелями и ресторанами.
К югу лежит рынок Ла-Канча, занимающий несколько улочек и площадей. Он открыт семь дней в неделю и является самым большим уличным рынком Южной Америки. Ла-Канча возник из нескольких разрозненных рынков, разросшихся после экономических реформ середины 80-х годов XX века.
На востоке города находится Главный университет Сан-Симон, один из лучших университетов Боливии.
В юго-западной части города, на холмах раскинулся городской парк. В нём, на холме Коронилла, можно увидеть памятник женщинам и детям, защищавшим город во время освободительной войны 1812 года против колониальных захватчиков-испанцев.
Город имеет замечательный археологический музей.

## Транспорт
- международный аэропорт имени Хорхе Вильстерманна;
- железнодорожный вокзал и автовокзал;
- асфальтированные автомобильные дороги;
- трамвайная система (с 13 сентября 2022 г.), соединяющая город с пригородами Сутикольо, Эль-Кастильо и университетом Сан-Симон.

## История
Территория Кочабамбы была заселена задолго до прихода европейцев. В окрестностях города можно увидеть руины сооружений инков и более ранних поселений. В 1542 году регион стал частью испанской колонии, вице-королевства Перу, и здесь появились первые поселенцы из Европы.
Город Кочабамба был основан 15 августа 1571 года и получил название Оропеса в честь вице-короля Франсиско де Толедо, происходившего из семьи графов де Оропеса. Но по приказу вице-короля официальное основание города было перенесено на 1 января 1574 года. Этот день считается сегодня датой основания города.
Город, лежащий в плодородной долине с хорошим климатом, стал сельскохозяйственным центром и снабжал продовольствием серебряные рудники Потоси. Долгое время Кочабамба являлась основным зернохранилищем страны.
С 1776 года город в составе провинции Санта-Крус-де-ла-Сьерра перешел к вновь образованному испанскому вице-королевству Рио-де-ла-Плата.
В 1783 году Испания перенесла административный центр провинции из Санта-Крус-де-ла-Сьерра в Оропесу, а в 1786 году город был переименован в Кочабамбу.
14 сентября 1810 года жители города под предводительством Франциско де Риверо подняли восстание, когда стало известно, что герой освободительного движения Педро Доминго Мурилльо был казнен в Ла-Пасе. Небесно-голубой флаг повстанцев до сих пор является флагом департамента Кочабамба. Сейчас 14 сентября — местный, официально отмечаемый праздник.
В мае 1812 года произошло восстание против испанских колониальных захватчиков. 24 мая мужчины города выступили против испанских отрядов и были перебиты. Испанские войска повернули на город. Оставшиеся в живых женщины, старики и дети собрались на холмах Коронилла и Колина-Сан-Себастьян и пытались защитить город при помощи палок, камней и других примитивных орудий. 27 мая 1812 года испанцы утопили восстание в крови, свыше 200 защитников города погибло. В память об этом дне на Коронилле возвели памятник «Защитницы Корониллы» в честь мужественных женщин, кроме этого, 27 мая, в память об этом событии, в Боливии отмечается День матери.
После получения независимости и основания государства Боливия в 1825 году Кочабамба стала столицей вновь созданного, одноимённого департамента.
В начале 2000 года Кочабамба стала центром так называемой «войны за воду». После вынужденной приватизации водоснабжения города международным валютным фондом цены на воду увеличились втрое за короткое время. Это привело к мощным протестам и всеобщей забастовке. Во время разгона демонстрантов полиция применила силу, в городе было введено военное положение. В середине апреля 2000 года правительство отменило приватизацию. Во время этих событий 7 человек погибло и сотни получили ранения.

## Культура
Центром религиозной и культурной жизни является проводимый в середине августа четырёхдневный праздник в честь святой девы Уркупины, патронессы города. По улицам города идут процессии, проходят церковные службы и прочие торжества. По традиции, рано утром 15 августа, жители города отправляются крестным ходом в Кильакольо, лежащий в 14 км от Кочабамбы, где в местной церкви находится рака Девы Уркупины. Во время крестного хода федеральная дорога между этими двумя городами перекрывается.
В феврале или марте в городе проходит карнавал.
В октябре 2004 года в Кочабамбе прошла первая биеннале современного искусства Боливии.
Город упоминался как расположение резиденции наркомагната Алехандро Сосы в фильме «Лицо со шрамом».

## Спорт
- Хорхе Вильстерманн (футбольный клуб)
- Аурора (футбольный клуб)

## Знаменитые земляки
- Мишель Андраде — украинская певица
- Хайме Ларедо (1941) — американский скрипач и дирижёр
- Роберто Мамани (род. 1962) — боливийский художник.
- Педро Бланко Сото (1795—1829) — политик
- Эдмондо Пас Солдан — боливийский писатель
- Эдуардо Родригес — боливийский юрист и политик
- Ренато Прада Оропеса (1937) — мексиканский писатель и учёный

## Города-побратимы
- Майами, штат Флорида, США

## Разное
Чичаррон — традиционное блюдо из свинины в Кочабамбе. Свинина прожаривается на открытом огне в больших чанах и подается с картофелем и чичей — традиционным алкогольным напитком из маиса.
В городе планируется разместить парламент UNASUR.